# مقاطعة يونيون (فلوريدا)
مقاطعة يونيون هي مقاطعة في فلوريدا، بلغ عدد سكانها 15٬535  نسمة، في 2010، عاصمتها بتلر ليك، مقاطعة يونيون، تبلغ مساحتها 647 كيلومتر مربع.

## الموقع
تشترك في الحدود مع:
- مقاطعة بيكر.

## التقسيمات الإدارية
- بتلر ليك، مقاطعة يونيون.